# Cremnops marginipennis
Cremnops marginipennis är en stekelart som beskrevs av Turner 1918. Cremnops marginipennis ingår i släktet Cremnops och familjen bracksteklar. Inga underarter finns listade i Catalogue of Life.